# مارك جونز (لاعب كرة قدم أمريكية)
مارك جونز (بالإنجليزية: Mark Jones)‏ هو لاعب كرة قدم أمريكية أمريكي، ولد في 3 نوفمبر 1980 في Wallingford, Pennsylvania ‏ في الولايات المتحدة.

## وصلات خارجية
- مارك جونز على موقع مرجع كرة القدم المحترفة.كوم (الإنجليزية)